# Constant (fils de Constantin III)
Pour les articles homonymes, voir Constant.
Constant est un usurpateur romain entre 407 - 411 aux côtés de son père Constantin III.
Il est le fils aîné de l'usurpateur Constantin III. Ex-moine tiré du cloître par son père qui l'associe au pouvoir en été 407 comme César.
Il est envoyé en Hispanie l'hiver suivant afin de s'emparer du pouvoir et de l'ôter à l'Empire et aux barbares qui s'y dirigent. La conquête du nord de la péninsule est rapide et les quelques troupes locales se rallient à lui. Il s'empare sur place des parents d'Honorius Didymius et Vérènianus et les ramène à son père à Arles, qui les fait immédiatement exécuter.
Il a l'ordre de son père de repartir en Hispanie en 408 avec un nouveau général, Justus, ce qui scandalise le général Gerontius, commandant les garnisons des Pyrénées. Celui-ci soulève alors ses troupes contre lui et proclame empereur Maxime à Tarragone. Constant ne peut débloquer le passage des montagnes vers l'Hispanie. Il est reconnu cependant Auguste par son père en 409 et rentre en Gaule.
Lors de l'avance de Gerontius en 410, il se retranche dans Vienne qui est rapidement assiégée et bat l’armée de Constant devant la ville qui tombe bientôt : Constant est fait prisonnier et décapité par ordre de Gerontius cette même année.
Constantin III se réfugie à Arles. Gérontius s’apprête à commencer le siège d’Arles lorsque l’armée d'Honorius, dirigée par le général Constantius (futur Constance III) survient. Gerontius prend la fuite et Constantin III, après avoir négocié la reddition d'Arles, est livré à Honorius qui le fait exécuter en novembre 411.